# Johanita Ndahimananjara
Johanita Ndahimananjara (nascida em 5 de junho de 1960 em Maroantsetra) é uma política de Madagáscar. Ela é membro do Senado de Madagáscar por Analanjirofo, e é membro do partido AVI. Ela já foi Ministra da Saúde de Madagáscar.